# Brignac-la-Plaine
Brignac-la-Plaine település Franciaországban, Corrèze megyében. Lakosainak száma 967 fő (2022. január 1.). Brignac-la-Plaine Cublac, Louignac, Mansac, Perpezac-le-Blanc, Yssandon és Villac községekkel határos.

## Népesség
A település népességének változása:
| Lakosok száma | 757  | 781  | 817  | 773  | 942  | 986  | 980  | 962  | 966  | 967  |
|               | 1968 | 1982 | 1990 | 2006 | 2013 | 2015 | 2017 | 2019 | 2020 | 2022 |